# Edvard Nyström
Edvard Thorbjörn Nyström, född 26 mars 1863 i Falun, död 24 maj 1950, var en svensk veterinär.
Nyström blev filosofie licentiat vid Uppsala universitet 1889, avlade 1892 veterinärexamen vid Veterinärinstitutet i Stockholm, antogs 1892 till adjunkt i husdjurens anatomi, fysiologi och sjukvårdslära vid Ultuna lantbruksinstitut, blev 1898 vid Strömsholms hingstdepå stuteriveterinär samt lärare i veterinärkunskap och hovbeslagslära och utnämndes 1899 till professor i husdjursskötsel med mera och veterinärrättsvetenskap vid Veterinärinstitutet i Stockholm.
Nyström gifte sig 1894 med Hildegard Carlgren (1867–1900) och 1902 med Eva Lingmark (1884–1978). De är gravsatta på Norra begravningsplatsen utanför Stockholm.